# Sibangea arborescens
Sibangea arborescens là một loài thực vật có hoa trong họ Putranjivaceae. Loài này được Oliv. miêu tả khoa học đầu tiên năm 1883.